# 劝进帐
劝进帐（日语：／ Kanjincho）是三代目并木五瓶（作词）四代目杵屋六三郎（作曲）在能的演目《安宅》的基础上改编而成的歌舞伎剧目，是日本歌舞伎十八番之一。

## 梗概
本剧原型是初代市川團十郎在元禄15年（1702年）2月初演的『星合十二段』。由三代目并木五瓶作词，四代目杵屋六三郎作曲。
天保11年（1840年）3月在江户的河原崎座初演。由五代目市川海老藏（七代目市川團十郎）饰演辨慶、八代目市川團十郎饰演义经、二代目市川九藏饰演富樫左衛門。
此后对历代饰演劝进帐的演员来说，他所饰演的人物是演员一生中的重要角色。特别是昭和初期由七代目松本幸四郎饰演辨慶、六代目尾上菊五郎饰演义经、十五代目市村羽左衛門饰演富樫的『劝进帐』，是劝进帐中的絶品，被记录成电影。

## 剧情简介
平安时代末期源平合战后，取得了政权的源赖朝欲除掉立下赫赫战功的兄弟源义经。
源义经与家臣们乔装成劝募重建烧毁的东大寺的山伏（苦行僧）逃到加贺国的安宅关。源义经一行为得知情报的守将富樫左卫门所怀疑。富樫左卫门要求源义经一行把劝进帐（募款帐册）拿出来检查。胆大心细的辨庆将通关的无关证件佯称劝进帐，并大声宣读瞒过了富樫左卫门。（宣读劝进帐）
疑心的富樫左卫门向辨庆询问做山伏的心得的和秘密咒文，辨庆流利地回答了问题（山伏問答）。
富樫左卫门又对源义经有疑心，辨庆拿金刚杖重重地打源义经並大喝：「皆因汝似判官屢引禍端！」來解除富樫的懷疑。义经一行擺脫了危机，富樫自认失礼，设酒并建议辨慶助兴，辨慶跳起了延年之舞（延年之舞）。
在辨庆跳舞同时，义经一行匆忙逃走，辨庆与富樫以目致意后告别，开始追赶义经一行（日语：／）。
初演时，富樫左卫门被描写成一个被漂亮地欺骗的平庸之人。之后，富樫以一个识破辨慶谎言，但为其苦衷所感动而假装被骗的义士形象慢慢为人所接受。

## 图像

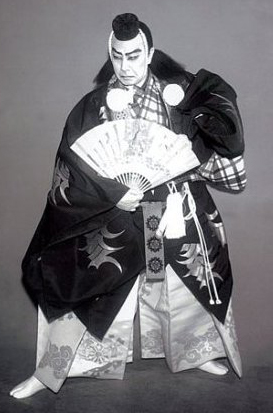
七代目松本幸四郎（1870–1949）饰演的辨庆
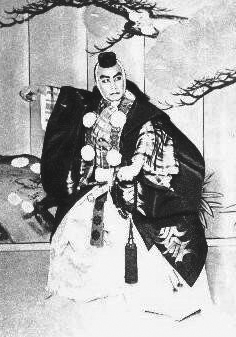
七代目松本幸四郎饰辨慶
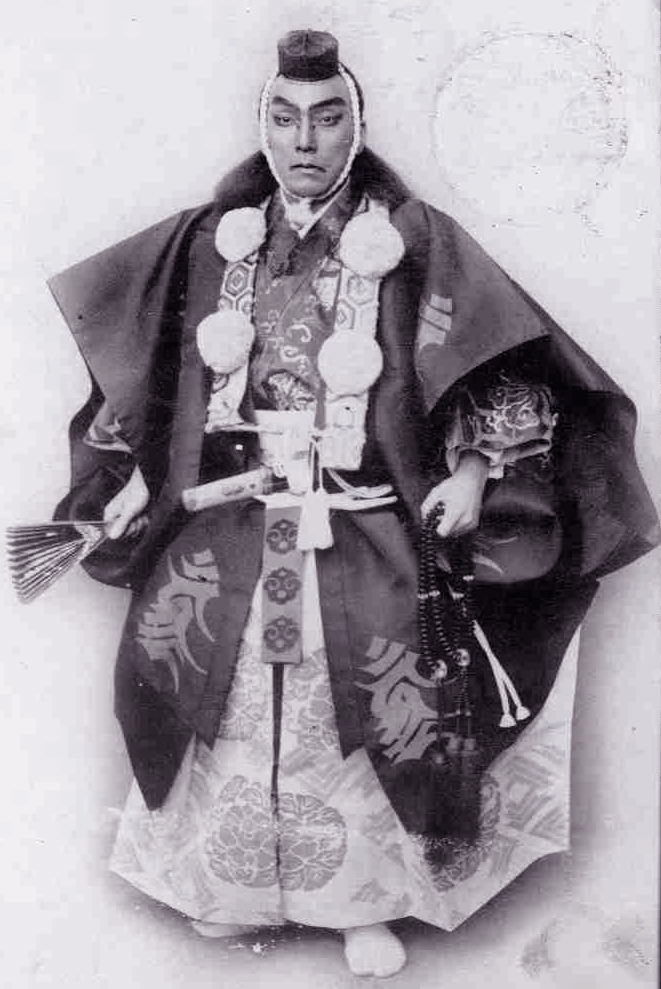
: 二代目市川段四郎饰辨慶，明治四十四年四月東京歌舞伎座上演
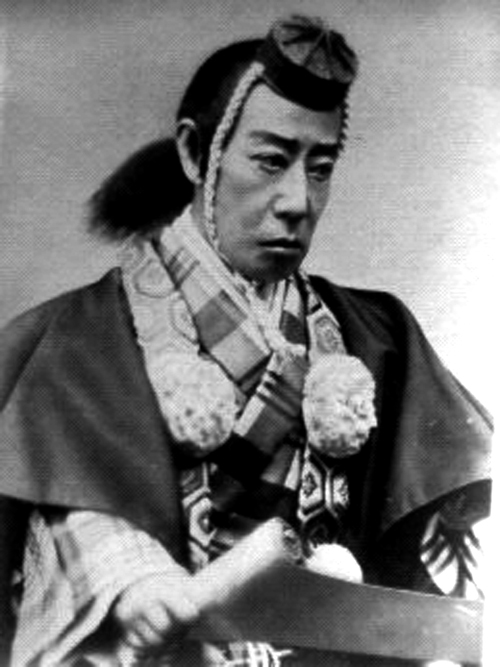
九代目市川團十郎(1838–1903)饰辨慶（明治廿七年六月東京歌舞伎座『勧進帳』）
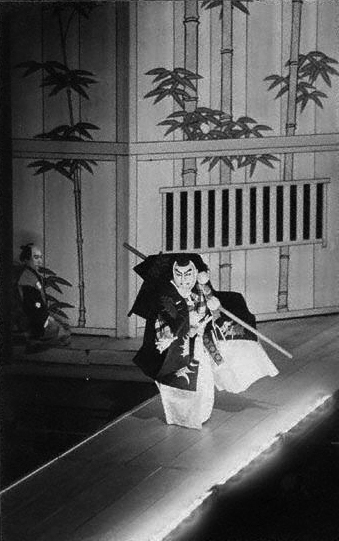
飛び六方，二代目市川猿之助（1888–1963）饰演辨慶
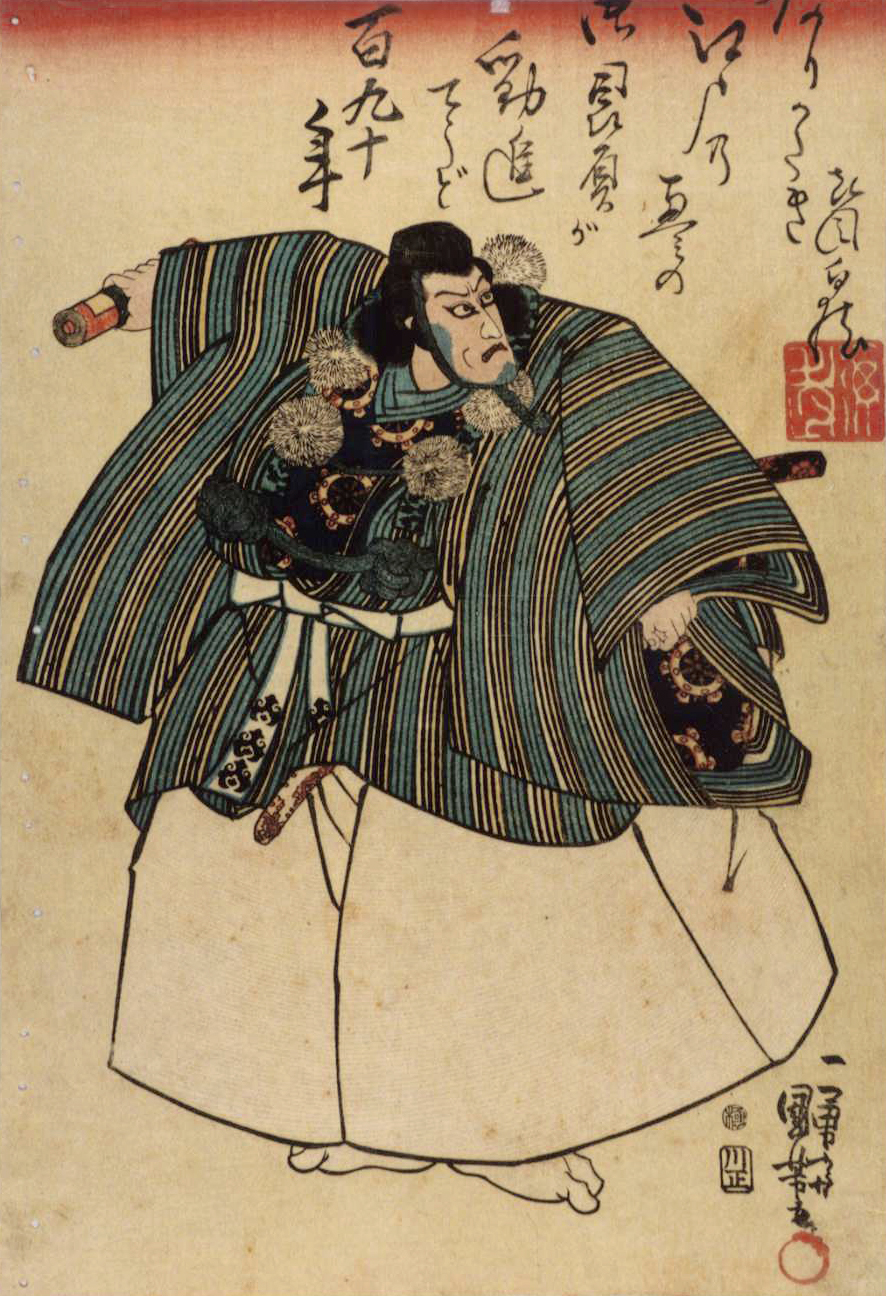
五代目海老藏饰辨慶，天保十一年初演。歌川國芳画
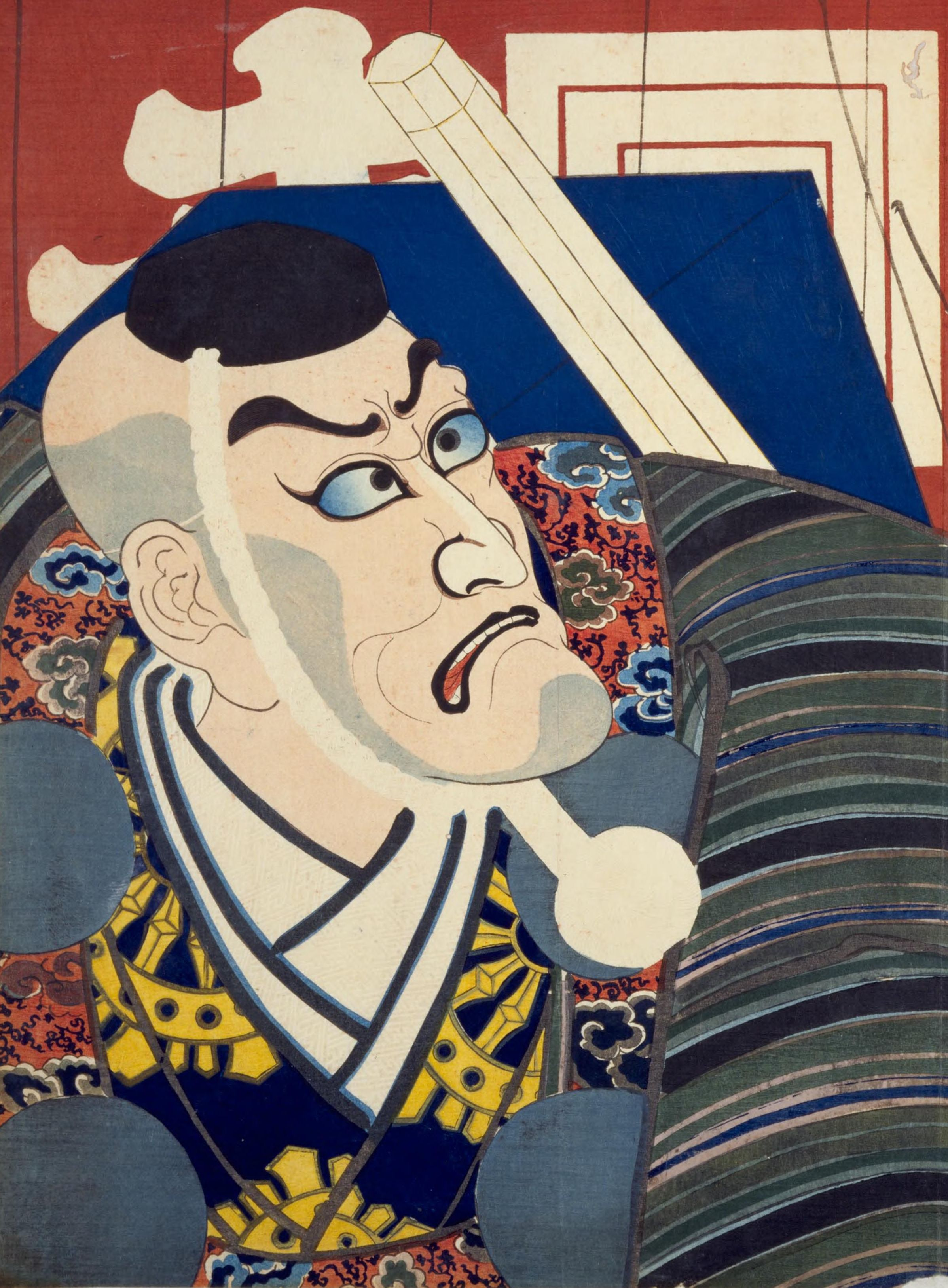
五代目市川海老藏饰辨慶

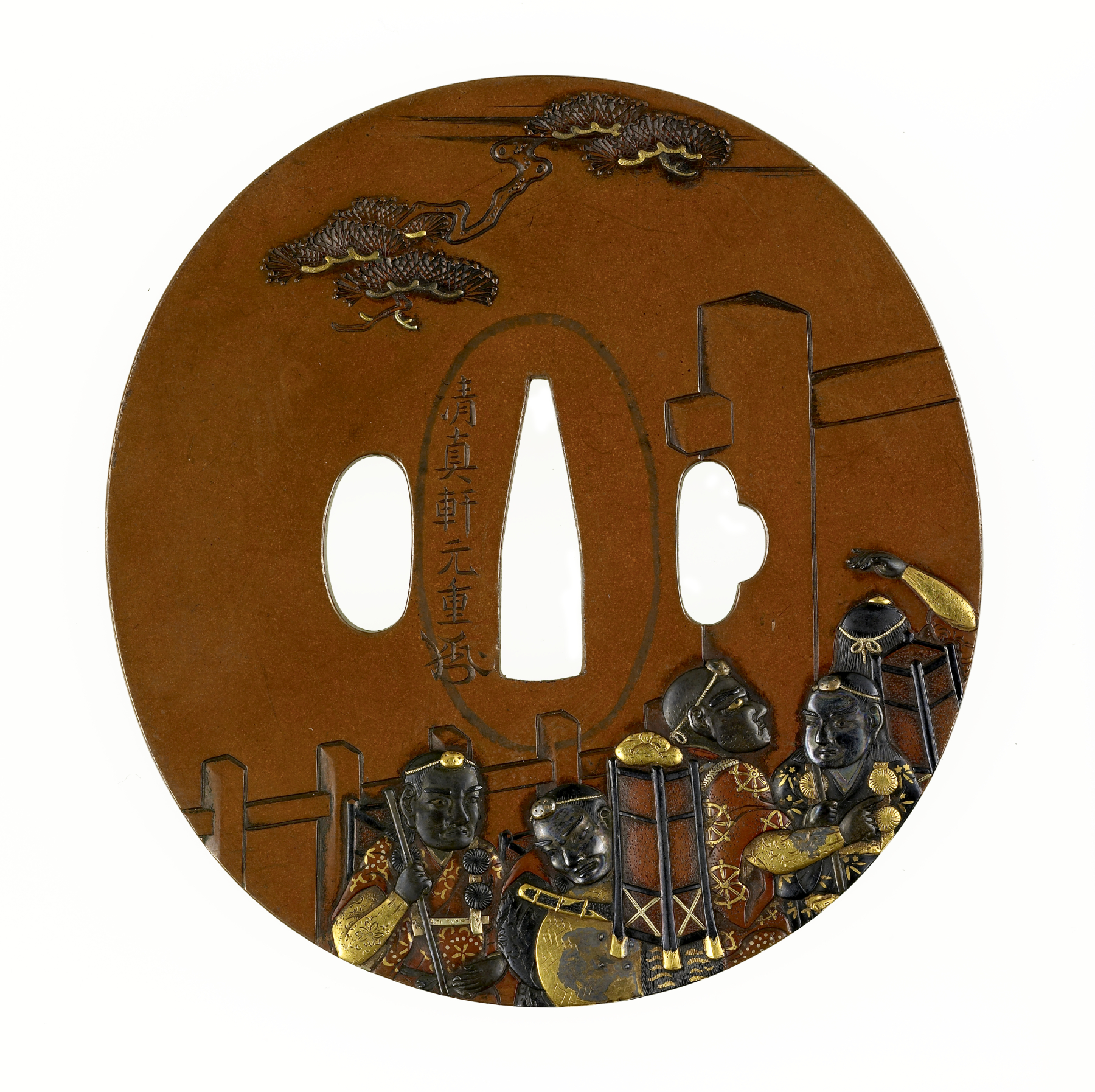
刻有劝进帐故事的锷
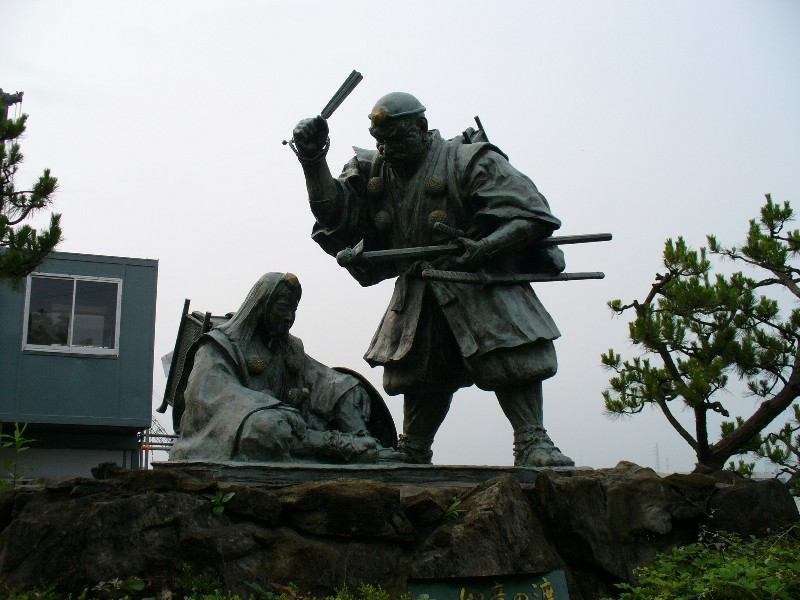
富山县高岡市如意之渡渡船場的义经、辨慶像
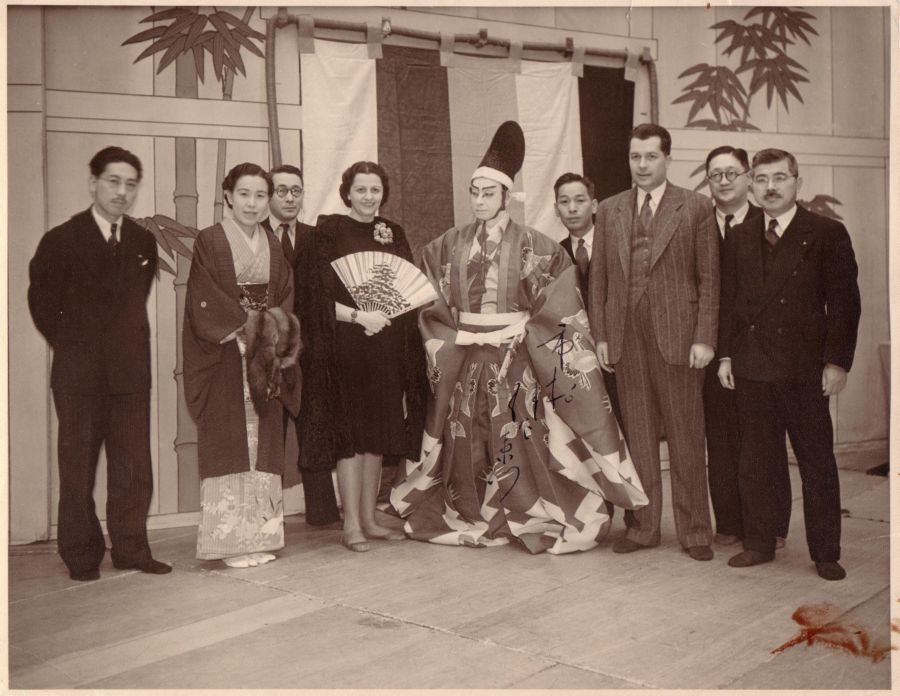
市村羽左衛門（中）饰富樫左衛門，1930年

## 以《劝进帐》为原作的改编作品

### 电影
- 《踏虎尾的男人》　1945年，東宝　导演：黑泽明，辨慶：大河内傳次郎，富樫：藤田進，義経：十代目岩井半四郎。
- 《浮かれ狐千本桜》　1954年，新東宝　导演：斋藤寅次郎，辨慶：益田喜頓，富樫：柳家金語楼，義経：和田孝。